# Antonov An-148
De Antonov An-148 is een Oekraïens vliegtuig ontworpen voor vluchten over korte afstanden. Ook Rusland, VS en Duitsland hebben meegeholpen met de ontwikkeling. Het vliegtuig wordt gebouwd door Antonov. De eerste vlucht van het toestel vond plaats op 17 december 2004 en de certificering was op 26 februari 2007 een feit. De An-148 is een van de eerste toestellen uit de voormalige Sovjet-Unie dat voldoet aan de ICAO Chapter 4 geluids- en milieueisen.
De An-148 is een hoogdekker met twee straalmotoren, onder elke vleugel een. Door deze opstelling is het toestel geschikt om te opereren vanaf slecht geprepareerde startbanen doordat er vrijwel geen kans is dat voorwerpen op de grond de motor in worden gezogen. De cockpit van het toestel is voorzien van vijf lcd-schermen en het toestel wordt bestuurd door middel van fly-by-wire.
Tot nu toe is er slechts één type An-148, de An-148-100. Het toestel heeft plaats voor 70 à 80 passagiers in een klasse-uitvoering. Uitvoeringen met verschillende klassen zijn ook mogelijk. Een speciaal model voor gebruik in Siberië wordt op dit moment ontworpen, dit model moet onder andere geschikt worden voor gebruik op de middellange afstand.
De An-148 is verkrijgbaar voor $18–20 miljoen. Dat is veel goedkoper dan zijn directe concurrent, de Embraer 170/175. Daarnaast zouden ook de kosten per vlieguur zo'n 25% onder die van de Embraers liggen.
Op 5 maart 2011 crashte een Antonov An-148 die bestemd was voor het Myanmarese leger tijdens een testvlucht nabij Belgorod in Rusland. Alle zes de bemanningsleden - waaronder de twee Myanmarese piloten - kwamen daarbij om. De
oorzaak van het ongeluk was vermoedelijk een foute snelheidsmeter.
| Bestellingen + In dienst             |        |
| Rusland                              | 107\|6 |
| Atlant-Soyuz Airlines                | 30     |
| Polet                                | 20     |
| Rossiya Russian Airlines             | 15\|6  |
| Aeroflot                             | 11     |
| Gromov Air                           | 10     |
| Volga-Dnepr                          | >10    |
| Saratov Airlines                     | 4      |
| Vladivostok Avia                     | 4      |
| Ministry of Emergency Situations     | 2      |
| Oekraïne                             | 33\|2  |
| Aerosvit Airlines                    | 15\|2  |
| South Airlines (Oekraïne)            | 6      |
| DonbasEnergo                         | 5      |
| Ukrainian Air Transportation Company | 3      |
| Lugansk Airlines                     | 2      |
| Ilysh-Avia                           | 2      |
| Air Urga                             | 2      |
| Crimea-Trial                         | 2      |
| "EES-avia"                           | 1      |
| Kazachstan                           | 8      |
| Berkut Aero                          | 1      |
| Scat Air                             | 7      |
| Iran                                 | 50     |
| HESA                                 | 50     |
| Cuba                                 | 3      |
| Cubana de Aviación                   | 3      |
| Bolivia                              | 1      |
| Bolivian Air Force                   | 1      |
| Myanmar                              | 2      |
| India                                | 18     |
| Venezuela                            | 10     |
| TOTAAL                               | 237\|8 |